# Hayashi Gahō

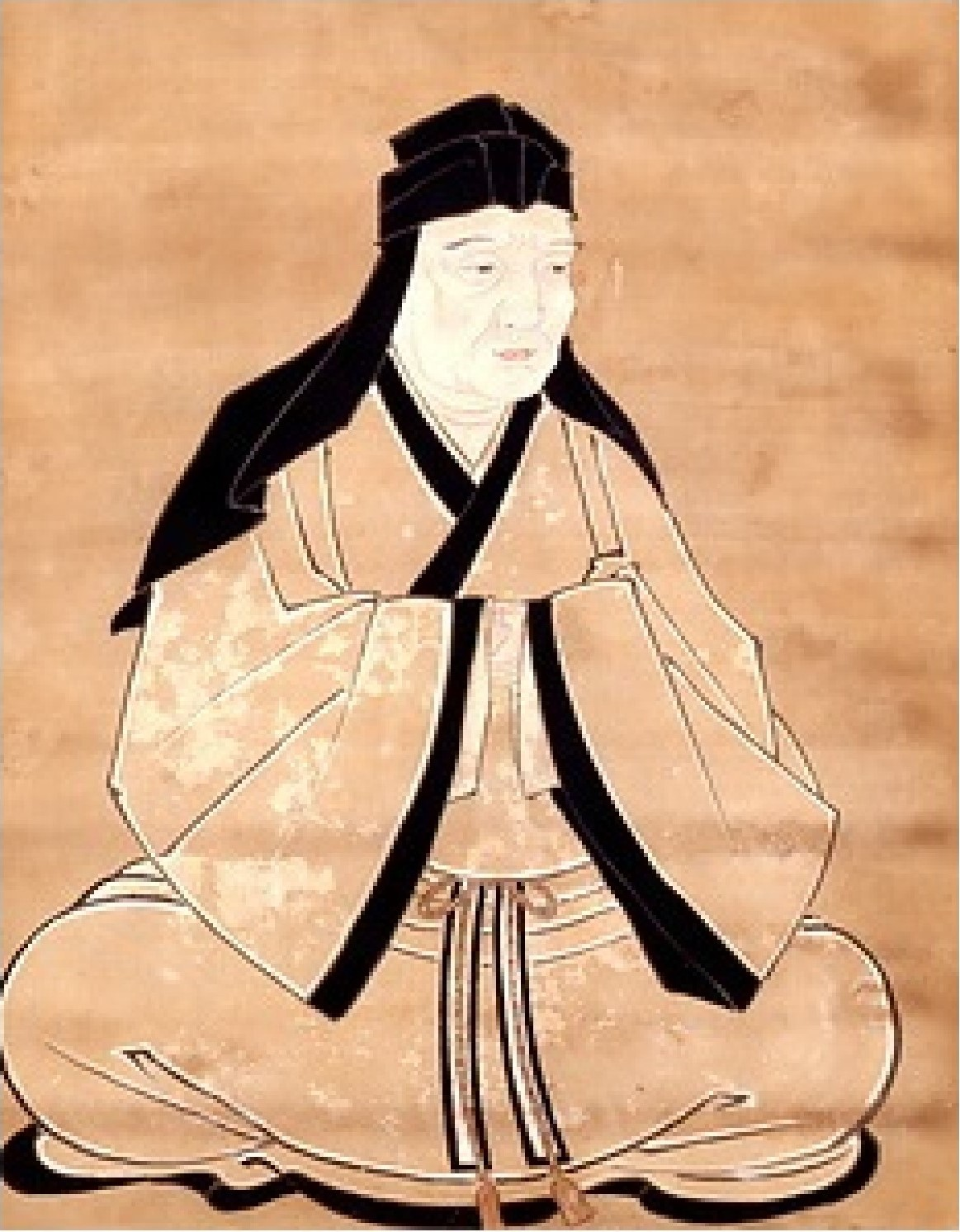
Hayashi Gahō

Hayashi Gahō (japanisch 林 鵞峰; geboren 21. Juli 1618 in Edo (Provinz Musashi); gestorben 1. Juni 1680 daselbst) war ein japanischer konfuzianischer Philosoph und Autor, der Zweite der Hayashi-Familie.

## Leben und Wirken
Hayashi Gahō war der dritte Sohn von Hayashi Razan. Er führte den Kindernamen Yoshimatsu (吉松), war bekannt unter dem Spitznamen Matasaburō (又三郎). Er führte die „Gō“ Gahō, Shunsai (春斎), Kōyōken (向陽軒) und andere. Er lernte Japanisch und Chinesisch von seinem ältesten, früh verstorbenen Bruder, bildete sich an der Schule „Nanami-Katsusho“ (那波活所) und unter Matsunaga Sadanori weiter.
Seit seinem 20. Lebensjahr war Hayashi Mitglied des Richterrates (評定所, Hyōjōsho), wo er über Berufungen in Tempel- und Schrein-Angelegenheiten beriet, und unterstützte seinen Vater, nachdem dieser den Auftrag erhalten hatte, die genealogischen Biographien von Familien (寛永諸家系図伝, Kan'ei Shukei zuden) in der Kan’ei-Ära (1624–1654) zusammenzustellen. Er befasste sich auch mit den Kōyasan-Unruhen (高野山騒動) und empfing die koreanischen Gesandten in Japan. In dieser Zeit hielt er Vorträge über Sutras und schrieb im Auftrag verschiedener Feudalherren japanische und chinesische Geschichtsbücher und Biographien. Er wurde 1661 zum Hōin (法印) und 1662 zum Kōbunin-Bachelor (弘文院学士) ernannt. 
Nach dem Tod seines Vaters im Jahr 1661 ordnete das Shogunat an, Razans „Honchō-hen Nenroku“ (本朝編年録) zu erweitern und zu überarbeiten, und es als „Honchō Tsūkan“ (本朝通鑑) zu vervollständigen. Die Regierung errichtete das „Institut für Nationalgeschichte“ Kokushikan (国史館) auf dem Gelände der Villa der Familie Hayashi in Ueno Oshioka (上野忍岡), wo sie Historiker und Kopisten anstellte und ihnen Unterkunft und Verpflegung gewährte. Dies war de facto die Gelegenheit für die Familie Hayashi, die staatlichen Akademie in ihrem Sinne zu gestalten. Obwohl das Werk  „Tsūkan“ (通鑑) genannt wird, zeigt es nicht die nominalistische Geschichtsauffassung der Cheng-Zhu-Schule und wird oft mit Mitos „Dai Nihon shi“ verglichen und kritisiert. Das ist jedoch auf Hayashis ausdrückliche Haltung zurückzuführen, Fakten auf einfache Art und Weise zu beschreiben. 
Hayashi entlieh und konsultierte seltene und gute Bücher aus den geheimen Bibliotheken von Matsuhira Tadafusa (松平 忠房; 1619–1700), Tokugawa Mitsukuni und anderen gut informierten Feudalherren und aus verschiedenen Orten, was zu einem gesteigerten Geschichtsbewusstsein in der Welt des Denkens und der Literatur führte. Zwischen den Kompilationsarbeiten ordnete er Gedichte und poetische Geschichte an und erfreute sich an der Poesie und den verknüpften Versen. Diese entspannte, von Ideologie und Nachdenklichkeit unbeeinflusste Veranlagung mag auch eine entfernte Ursache für das weitgespannte Klima in der Hayashi-Familie gewesen sein, das später angeprangert wurde. 
Hayashis Fähigkeit, sein umfangreiches Wissen über die japanische und chinesische Literatur zu verdauen, erweiterte jedoch den Bereich des neuen Lernens und kann als ein Meilenstein in der Systematisierung und Japanisierung des Konfuzianismus nach der Kyōhō-Ära (1716 bis 1736) angesehen werden.